# Bezsán
Bezsán románul: Bejan, falu Romániában, Erdélyben, Hunyad megyében.

## Fekvése
Dévától északnyugatra, Marosnémetivel szemben, a Maros jobb partján fekvő település.

## Története
Bezsán nevét 1330-ban v.  ~ Beseen néven említette oklevél, mint a Hermán nemzetségbeliek birtokát. Bezsán a nemzetség 1330-ban való birtokmegosztásakor fele részben Dénes fia Lászlónak [a Lackfiak ősének], másik fele Máté fia László és Péter fis András birtoka lett (Gy 3: 290).
Későbbi névváltozatai: 1468-ban p. Boson, 1506, 1510-ben p. Bessanfalwa, 1518-ban p. Beesan = p. Besan.
1333-ban {!} Hermán nemzetségbeli László magisternek, a Kerekegyházi Laczkfiak  ősének jutott. 1468-ban Illyei Dienesieké. 1473-ban  Bosol néven említették, ekkor  Nádasdi Ungor János birtoka volt. 1506-1510 között Hunyadvár tartozéka.
Bes(z)án 1518-ban valószínű, hogy a Hermán nemzetségbeli Kajáni Dánieltől került a Beregszói Hagymások és Forgácsok birtokába.
1533-ban a Galacziak kiegyeztek a Németiekkel több birtok, köztük  Besan felől. 1536-ban  Besom néven a Németi Nemesek részbirtoka volt.
A trianoni békeszerződés előtt Hunyad vármegye Dévai járásához tartozott.
1910-ben 434 lakosából 6 magyar, 425 román volt. Ebből 428 görögkeleti ortodox, 6 izraelita volt.